# 瓦加尼奇
52°1′4″N 31°26′16″E / 52.01778°N 31.43778°E
瓦加尼奇（烏克蘭語：Ваганичі），是烏克蘭北部的村莊，隸屬切爾尼希夫州的切爾尼希夫區。該村始建於1718年，面積5.71平方公里，海拔高度157米，2006年人口492，人口密度每平方公里86.21人。